# Brăilai híd
A Brăilai híd közúti Duna-híd Romániában, Brăila és Smârdan között, a Duna 165,8 folyamkilométerénél. A függőhíd Dobrudzsát köti össze az ország többi részével; a belső forgalom mellett a román tengerpart és a Duna-delta elérését is megkönnyíti.
2023-ban adták át. Korábban Brăila térségében csak komppal lehetett átkelni a Dunán; a legközelebbi híd a folyón 70 km-rel feljebb található Giurgeni–Vadu Oii híd.

## Történelem

### Építés
2017-ben kivitelezését az olasz Astaldi és a japán IHI Infrastructure Systems konzorciumának ítélték oda; a szerződést 2018. január 15-én kötötték meg. Mihai Tudose miniszterelnök a hidat nemzetbiztonsági jelentőségű beruházásnak nevezte, mely ugyanakkor a normális élet része is lesz. A projekt becsült értéke nettó 1,99 milliárd román lej, azaz 434 millió euró, melyet európai uniós támogatásból finanszíroznak; ezzel az elmúlt 27 év legnagyobb értékű közúti infrastruktúra-fejlesztési projektje. A 48 hónapos szerződésből 12 hónap a tervezés, 36 hónap a kivitelezés ideje; ezen felül 120 hónapos garanciaidőt is kikötött a kiíró.
A 15 hónapos késéssel elkészült hidat a szükséges statikus és dinamikus tesztelések után, 2023. július 6-án adták át a forgalomnak.

### Működés
Az átadást követő egy hónap elteltével szintkülönbségek, bukkanók alakultak ki, melyekért Sorin Grindeanu közlekedési miniszter a kánikulában bevezetett korlátozások betartását elmulasztó kamionsofőröket tette felelőssé. Újabb egy hónap elteltével kiderült, hogy a híd korlátján annyira meglazultak a csavarok, hogy kézzel ki lehet őket csavarni; a CNAIR szóvivője ezért az építőt tette felelőssé. Ezek kijavítására várva hivatalosan még 2023 novemberében sem vette át a hidat a CNAIR.

A Brăilai híd és a kapcsolódó közúthálózat

## Jellemzők
A híd teljes, 31,7 m-es szélességéből az útpálya 22 m-t tesz ki, és 2x2 közúti forgalmi sávot foglal magába. A két, egyenként 2,8 m széles járda a gyalogos és kerékpáros forgalom mellett a karbantartást is szolgálja.
A szabad nyílás magassága maximális vízállásnál 38 m, ezzel megfelel a dunai hajózás kritériumainak.